# Ойунська Сардана Платонівна
Ойунська Сардана Платонівна — (нар. 6 вересня 1934 — пом. 13 липня 2007) — якутська фольклористка, літературознавець, філолог, почесний ветеран Сибірського відділення Російської академії наук, кандидат філологічних наук, заслужений ветеран Сибірського відділення Академії наук.

## Біографія
Сардана Ойунська народилася 1934 року в Москві, в сім'ї якутського літературознавця Платона Олексійовича Ойунського. У 1962 році закінчила Якутський державний університет і почала працювати в Інституті мови, історії та літератури того ж університету. Збирала якутські народні казки і народні пісні. .
У 1962—2007 роках працювала в інституті гуманітарний досліджень Академії наук Республіки Саха (Якутія), пройшла шлях від лаборанта до наукового співробітника.
У 1989 році захистила дисертацію на здобуття наукового ступеня кандидата філологічних наук за темою «Якутські народні загадки».
У 1988 році зайнялася дослідженням і публікацією літературної та наукової спадщини Платона Олексійовича Ойунського. Помітним внеском у якутскую літературу стала її книга «Світле ім'я батька» (Якутськ, 1999, 2003). До книги увійшли її поетичні твори, есе, науково-популярні статті, спогади про батька і його оточення.
Обиралася Головою громадського фонду П. Ойунського і членом Урядової комісії.
В 1993 році вона брала активну участь в організації та проведенні ювілейних заходів Республіки Саха (Якутія) і ЮНЕСКО (Париж). Під керівництвом Сардани Платонівни групою вчених-літературознавців у 1992—1993 роках підготовлено до друку 3-томне зібрання творів, куди увійшли художні твори і наукові праці П. О. Ойунського.
Ойунська обрана членом Спілки письменників Росії, почесним громадянином Таттінського улусу.